# Kathi Wilcox
Kathi Lynn Wilcox, född 19 november 1969 i Vancouver, Washington, är en amerikansk musiker, verkande i Washington, D.C.. Hon har varit medlem i bandet The Casual Dots, och har tidigare spelat i band som Bikini Kill och The Frumpies.

## Musik
Wilcox studerade film på Evergreen State College. Under den tiden var hon, tillsammans med vännerna Kathleen Hanna och Tobi Vail, verksam med den feministiska fanzinen Bikini Kill. När trion senare mötte gitarristen Billy Karen, startade de Bikini Kill som feministisk punkgrupp. Wilcox var bandets sångare, och spelade i bandet även basgitarr och trummor. Gruppen släppte album på 1990-talet och kom att bli ett av de större banden inom riot grrrl-rörelsen. Wilcox kom senare att jobba med band som The Feebles, The Frumpies, Star Sign Scorpio och Make-Up. På senare tid har hon även samarbetat med Christina Billotte och Steve Dore, i The Casual Dots.

## Familj
Wilcox har barn tillsammans med musikern Guy Picciotto, känd från Fugazi och Rites of Spring.

## Trivia
Kathi samarbetade med Fugazi's Brendan Canty, på temalåten till den punkrock-orienterade barnboken Pancake Mountain.